# James Patrick Stuart
James Patrick Stuart   (Encino, 16 de juny de 1968) és un actor estatunidenc, que interpretava el personatge de Valentin Cassadine a la telenovel·la General Hospital durant el dia, pel qual va rebre tres nominacions consecutives al Premi Daytime Emmy al Actor secundari destacat en una sèrie dramàtica el 2020, 2021 i 2022.

## Biografia
Stuart va néixer de pares anglesos Chad i Jill Gibson Stuart a Califòrnia. El seu pare compositor era un meitat de la dècada de 1960 British Invasion duo Chad & Jeremy; per això, Stuart va passar gran part de la seva infància als estudis de gravació. Com a aspirant a un nen actor, va convèncer la seva mare i el seu pare perquè el portés a gravacions nocturnes de comèdies de situació com ara Happy Days i Mork i Mindy. Actuant sota el nom de Patrick Stuart, va ser detectat per un agent de talent en una producció local de A Christmas Carol i va aconseguir el paper de Dr. Zee a la sèrie de televisió de curta durada Galactica 1980. Els seus pares es van traslladar a Laguna Beach, Califòrnia, on va anar a l'institut. Va passar dos anys al departament de teatre de la San Francisco State University abans d'abandonar els estudis el 1988 per tornar a Hollywood, on va estudiar a l'Stella Adler's escola d'actuació amb Arthur Mendoza i Joanne Linville.

## Filmografia
- Gettysburg (1993)
- Exit to Eden (1994)
- Fix (1997)
- Gods and Generals (2003)
- Cruel World (2005)
- Remarkable Power (2008)
- The Man Who Came Back (2008)
- Jack Rio (2008)
- Imagine That (2009)
- It's Complicated (2009)
- Scooby-Doo! Abracadabra-Doo (2010) (V)
- The Penguins of Madagascar: Operation: DVD Premiere (2010) (V)
- Justice League: Crisis on Two Earths (2010) (V)